# Eindhoven
Eindhoven város és közvetlen mellette fekvő Acht faluval együtt alapfokú önkormányzatú közigazgatási egység, azaz község Hollandia Észak-Brabant tartományában.

## Története
Az első írásos feljegyzés a városról 1232-ből származik, amikor városi kiváltságokat kapott. Az oklevél kiadásának idején Eindhovenben 170 ház volt, amit egy vár védett. A városnak volt joga arra, hogy hetente rendezzen vásárt, ahol a környező földek munkásai eladhatták áruikat, terményeiket. 1388-ban a város erődítményeit tovább fejlesztették, majd 1413 és 1420 között egy teljesen új várat építettek. 1486-ban Eindhovent Gelderlandból érkező csapatok teljesen kifosztották és feldúlták. A város újjáépítése, valamint egy erősebb védelmi vonal kialakítása 1502-ben fejeződött be. 1554-ben egy hatalmas tűzvész elpusztította város házainak 75%-át, de ezeket 1560-ig újjáépítették. A holland-spanyol háború idején a város többször gazdát cserélt, mígnem a spanyolok 1583-ban elfoglalták és lerombolták a város falait. Eindhoven csak 1629-ben lett Hollandia része. A 19. századi ipari forradalom jelentős fejlődést hozott a városnak: csatornákat, utakat és vasutakat építettek. Az ipari tevékenység kezdetben a textíliák és a dohány feldolgozása körül összpontosult, mígnem 1891-ben megalapították a Philips villanykörte-gyárat. A második világháborúban jelentős károkat szenvedett a város, amiket azután helyreállítottak.

## Demográfia
2006-ban Eindhoven népessége 209 179 fő volt, melynek 26,5%-a, azaz 55 400 fő külföldi származású.
A jelentősebb kisebbségek:
- marokkói: 5161 fő (2,47%).
- surinamei: 3610 fő (1,73%).
- Holland Antillákról és Arubáról: 2325 fő (1,11%).

Ezenkívül még jelentős számú német és indonéz kisebbség él a városban.

## Háztartások száma
Eindhoven háztartásainak száma az elmúlt években az alábbi módon változott:
| Háztartások száma | 107 145 | 109 238 | 110 087 | 110 713 | 111 791 | 113 525 |
|                   | 2010    | 2011    | 2012    | 2013    | 2014    | 2015    |

## Gazdaság
A város legjelentősebb vállalata a Philips, amelyet 1891-ben alapított Gerard és Anton Philips villanykörte-gyárként. Azóta a vállalat a világ egyik jelentős cége. Ezenkívül a járműgyártó DAF vállalatnak is van itt központja.

## Közlekedés
A városból vasúti szerelvények indulnak Hága, Amszterdam, Rotterdam és Utrecht irányába.  A vasútállomások:
- Eindhoven vasútállomás
- Eindhoven Stadion vasútállomás
- Eindhoven Strijp-S vasútállomás

Eindhoventől nyugatra halad az Amszterdamot Luxembourggal összekötő A2/E25-ös autópálya. Ezenkívül még több főút is van a városban, amelyeken Antwerpenbe, Nijmegenbe, Duisburgba lehet eljutni. A város repülőtere a városközponttól 8 km-re nyugatra lévő eindhoveni repülőtér, ahonnan járatok indulnak Európa több nagyvárosába (Róma, Milánó, Glasgow, Madrid, Stockholm, London), illetve közvetlen járattal Budapest és Debrecen is elérhető.

## Sport
A város legjelentősebb labdarúgó csapata a PSV Eindhoven, amely a holland bajnokság első osztályában szerepel.

## Testvérvárosai
- Minszk, Fehéroroszország
- Nanking, Kína
- Białystok, Lengyelország
- Chinandega, Nicaragua
- Emfuleni, Dél-afrikai Köztársaság
- Gedaref, Szudán